# Биологические моторы
Биологические моторы (англ. biological motors) — моторные белки и белковые комплексы, генерирующие механическое усилие для осуществления движения клеток, внутриклеточного транспорта и других биологических процессов.

## Описание
К биологическим моторам относят моторные белки, например, миозины, кинезины и динеины, обеспечивающие сокращение мышц, движение немышечных клеток, деление клеток, эндоцитоз, экзоцитоз, а также процессы внутриклеточного транспорта органелл и макромолекул. Перечисленные моторные белки принадлежат к так называемым линейным моторам, которые выполняют механическую работу, перемещаясь в одном направлении вдоль компонентов цитоскелета — микрофиламентов (миозины) или микротрубочек (кинезины и динеины).
В качестве топлива они используют аденозинтрифосфат (АТФ) — универсальный энергетический субстрат клетки. Обычно моторные белки, осуществляющие движение либо в прямом, либо в обратном направлениях, развивают при этом различное усилие. Все моторные белки регулируются клеточными системами, осуществляющими их активацию, торможение и взаимодействие с перевозимыми грузами.
У бактерий существует ротационный мотор, напоминающий по своему устройству электродвигатель, так называемый жгутиковый моторный комплекс. Он используется для вращения жгутиков и перемещения клеток в водной среде. Еще один белковый комплекс, совершающий вращательные движения, так называемый АТФ-синтаза, есть у всех живых организмов. В клетках животных и растений он встроен во внутреннюю мембрану митохондрий — энергетических станций клеток. Он использует электрохимический градиент протонов на митохондриальной мембране для синтеза АТФ. Этот мотор может работать и в обратном направлении — расщеплять АТФ и за счет полученной энергии создавать градиент протонов на мембране митохондрий.
Специальные моторные белки развивают значительное механическое усилие и совершают перемещения при работе с молекулами ДНК. К ним относятся ДНК-полимеразы и РНК-полимеразы, синтезирующие нуклеиновые кислоты на матрице ДНК; топоизомераза, расплетающая нити двухцепочечной ДНК; белковые и РНК-белковые комплексы для упаковки вирусного генома в капсид.
В таблице приведены механические параметры некоторых представителей биологических моторов:
| Мотор                                      | Сила, пН | Шаг, нм | Скорость, нм/с | Эффективность, % (отн. F1-АТФазы) |
| ------------------------------------------ | -------- | ------- | -------------- | --------------------------------- |
| РНК-полимераза                             | 14—25    | 0,34    | 3,4—17         | 9—15                              |
| ДНК-полимераза                             | 34       | 0,34    | 34—340         | 23                                |
| ДНК-упаковывающий мотор бактериофага Phi29 | 57       | —       | 33             | —                                 |
| Кинезин                                    | 6        | 8       | 800—3000       | 40—60                             |
| Миозин                                     | 3—5      | 5—15    | 3000           | 12—42                             |
| F1-АТФаза                                  | 40 пН/нм | 120°    | 4 об/с         | 100                               |

Биологические моторы имеют наноразмеры и при этом зачастую более высокую эффективность по сравнению с макромоторами, созданными человеком. Они экологически безопасны и биосовместимы. Поскольку биологические моторы — это белковые молекулы, кодируемые соответствующими генами, возможно их конструирование с заданными свойствами с помощью генной инженерии. Привлекательность биомолекулярных моторов для нанотехнологий состоит и в том, что сегодня это практически единственные реально существующие наномоторы (разработка искусственных наномоторов находится на самых ранних стадиях).
Недостатком биологических моторов являются специальные условия работы: жидкая среда определенного солевого состава, температуры и pH. Это ограничивает область их применения. Однако эти требования не являются лимитирующими для применения биологических моторов в наномедицине, например, при создании диагностических лабораторий на чипе, систем доставки генов и лекарств, бионаноэлектромеханических систем (биоНЭМС) и др.